# SEパルメイラス
- パルメイラス
- パウメイラス

SEパルメイラス（ポルトガル語: Sociedade Esportiva Palmeiras）は、ブラジル・サンパウロ州サンパウロを本拠地とするサッカークラブである。ブラジルの公用語であるポルトガル語の発音により、パウメイラスと表記されることも多い。

## 概要
サンパウロ州のBIG4の1角を占める。ユニフォームの色は緑と白。愛称は古くからあるものから順に追っていくと、ラテン語由来の「白」とポルトガル語の「緑」を組み合わせた、Alviverde（アウヴィヴェルジ）、ポルトガル語で「緑」の愛情のこもった形である、Verdão （ヴェルダオン）、マスコットである「ブタ」の意味がある、Porco （ポルコ）がある。この緑色のブタがマスコットになった経緯は最大のライバルであるコリンチャンスのファンに1969年頃からブタと罵られていたことを逆手に取ったジョルジーニョという選手がスポーツ雑誌のためにブタを抱きしめたことがきっかけで、1986年にファンがブタをマスコットに決めたというエピソードが残っている。パルメイラスが正式にブタをマスコットにしたのは2016年になってからであるが、スタジアムでのファンソングのほとんどがブタに言及している。
ブラジルの中では裕福なクラブの一つであり、財政面ではフラメンゴと並んで二大巨頭といえる存在。

### ファン
パルメイラスのファンはパルメイレンセ (Palmeirense) と呼ばれ、お互いを家族と呼び合い、開放的で折り目正しい気風を信条としている。男性のファンをパレストリーノ (Palestrino) 、女性のファンや女子チームの選手をパレストリーナ (Palestrina) と呼ぶことも多い。パルメイレンセの厳密で正確な総数は不明であるが、2019年9月に著名な研究機関である、DataFolhaが2,878人を対象に行った調査によると全体の6%となっており、最新の調査では、その数を1,300万人としている。また、パルメイラスはサンパウロを中心に日系ブラジル人とその子孫の多くがサポートしているクラブでもある。

### ライバル
パルメイラスにとって歴史的な永遠のライバルは、同じくサンパウロを本拠地とするコリンチャンスとサンパウロFCである。この2クラブとサンパウロ州サントスのサントスFCはサンパウロの「BIG4」と呼ばれ、互いの対戦はクラシコの名が冠せられている。コリンチャンスとの試合は特にダービーとして特別な意味合いを持っている。サンパウロFCとの試合はChoque-Rei (ショキ・ヘイ)として知られる。また、豊富な資金力を背景に近年ではフラメンゴと激しく覇を争っている。

### 施設
クラブはサンパウロの西地区の一等地に位置する、アカデミア・ジ・フッチボウ（選手がトレーニングを行う場所）とコンプレックス（複合施設）で構成されている。コンプレックスには、スタジアムであるアリアンツ・パルケの他に、管理事務所、パーティールーム、ダンス・音楽・語学ルームの他、テニスコート、ホッケー・スケートリンク、フィットネスセンター、ジム、ヨガ・ピラティス、畳張りの武道場、卓球、テーブルサッカー、プール、サウナなどの多種多様なスポーツができる場所、レストラン、カフェテリア、スナックバー、バーベキューグリル、遊歩道など様々な施設がある。
このコンプレックスの中で、スタジアム以外の部分を「ソーシャルクラブ」を意味する、クルービ・ソシアルと呼んでおり、同名の有料会員サービスのメンバーが主に利用している。

### 実績
これまでに獲得したブラジル国内の主なタイトルは、歴史も古く重要な位置づけがなされているカンピオナート・パウリスタの優勝23回。国内で最も重きを置かれているカンピオナート・ブラジレイロの優勝が歴代最多の11回（カンピオナート・ブラジレイロ・セリエAが7回、タッサ・ブラジル2回、トルネイオ・ホベルト・ゴメス・ペドローザ2回の計11回）。全国レベルのカップ戦のコパ・ド・ブラジルの優勝が4回など。
国際大会では世界で最初に開催されたクラブ世界選手権とされている 、コパ・リオ（インテルナシオナル）の優勝の他、南米南部地域の国々のクラブチームで争われたコパ・メルコスールの優勝。南米で最も重要な大会である、 コパ・リベルタドーレスの優勝3回などの実績を有する。

## 歴史

### 創設とイタリアとの関係
パルメイラスは1914年8月26日（以下すべて現地時間の日付）にイタリア系移民によって創設された。当初のクラブ名は、SSパレストラ・イタリア (Società Sportiva Palestra Italia) というものであったが、第二次世界大戦でブラジルが連合国側に立ったため、イタリアに由来する名称の使用を禁じられたことにより、1942年9月14日にSEパルメイラスと改名。また、このときイタリアの国旗に由来するクラブカラーの緑、白、赤のうち赤が外された。このときの改名を後押ししていたサンパウロFCとの最終戦の勝利による、カンピオナート・パウリスタのパルメイラスの優勝とそれにまつわるドラマによってサンパウロFCとの歴史的な因縁が生まれることとなる。
この旧名は2010年7月に取り壊された、旧ホームスタジアムのエスタジオ・パレストラ・イタリア（通称：パルケ・アンタルチカ）にその名残をとどめていた。ファンの間では赤を含めた緑、白、赤をクラブのカラーとして使用する例も多い。その他、過去にはイタリアの企業とも縁が深かった経緯があり、スポンサーとして、パルマラット (乳製品) 、ピレリ (タイヤ) 、フィアット (自動車) 等、イタリアを代表する企業（いずれも現地法人）がついていた。

### 草創期からアカデミア・デ・フッチボウまで
1916年にカンピオナート・パウリスタに初参加したのち、1920年に初タイトルを獲得。1951年には世界初のクラブ世界選手権とされる、コパ・リオ（インテルナシオナル）に優勝するなどしたのち、1960年代に黄金時代を迎える。この当時、クラブはマスコミやファンなどによって、「フットボールアカデミー」という意味のアカデミア・ジ・フッチボウと呼ばれていた。この時期は、「ファーストアカデミー」を意味する、1965年-1970年のプリメイラ・アカデミア (Primeira Academia) と、「セカンドアカデミー」を意味する、1971年-1975年のセグンダ・アカデミア  (Segunda Academia) に大別され、カンピオナート・ブラジレイロでは、1960年から1973年まで7回の優勝を経験している。1975年にはアルゼンチン代表との親善試合に2対1で勝利した。

### 1993年の中興から2019年シーズンまで
その後、長らくタイトルから遠ざかっていたが、1992年にイタリアの食品会社パルマラットがスポンサーについたことによってクラブは上昇気流に乗る。豊富な予算を手にしたパルメイラスは、1993年のカンピオナート・ブラジレイロで、約20年ぶりの優勝を果たすと、翌1994年にも連覇を果たす。その後、1998年に初の南米主要タイトルとなるコパ・メルコスールで優勝したのち、1999年にはコパ・リベルタドーレスに優勝して南米一に輝いた。
その後、カンピオナート・ブラジレイロ・セリエAの2003年と2013年シーズンでは、セリエBに降格したが、それぞれ1年でセリエAに返り咲き、2016年と2018年にはセリエAのタイトルを獲得している。

### 2020年シーズン
2020年シーズンでは、序盤こそ調子をつかめず苦戦したものの、クラブの歴史上、最長のブランクとなったパンデミックによる長期休養明けから徐々に調子を上げ、カンピオナート・パウリスタにて、現地時間の8月8日（以下すべて現地時間の日付）に最大のライバルのコリンチャンスとのダービーをPK戦で制し、この大会では12年ぶりのタイトルを獲得。 その後、調子を落とすと監督のヴァンデルレイ・ルシェンブルゴを更迭、無名に近いアベウ・フェヘイラを新監督に大抜擢すると一気に調子をあげて、2021年1月30日にマラカナン・スタジアムで行われた、コパ・リベルタドーレス2020のグランドファイナルで、サントスFCを終了間際の劇的なゴールで破り、21年ぶり2度目の優勝を果たした。
続くFIFAクラブワールドカップ2020では、コパ・リベルタドーレス決勝からわずか1週間というタイトなスケジュールや、平均年齢25歳という若手中心のメンバー構成も相まって、経験不足なども足かせとなって、南米勢の史上最低となる4位で終える結果となった。
2021年3月7日、2020年シーズンを締めくくるコパ・ド・ブラジルにおいて本大会4度目のタイトルを獲得、アベウ・フェヘイラは本大会のタイトルを獲得した初めての外国人監督となった。総括すると、このシーズンを三冠で終えた。

### 2021年シーズン
パンデミックの影響で、ブラジルでは通常であれば年内に終了するシーズンが、2020年シーズンは2021年3月までずれ込んだ影響で2021年シーズンは短いブランクを挟んですぐに開始された。そのため2021年の男子プロチームの公式戦は合計91試合が行われ、クラブ史上最多となった。パルメイラスは昨シーズンの好調な結果も影響して、過酷なスケジュールを消化しながらコンディションを維持して結果を残す必要に迫られていたが、昨シーズンの結果として出場を果たしたスーペルコパ・ド・ブラジル、レコパ・スダメリカーナともにPK戦で落とし、続くカンピオナート・パウリスタも準優勝に終わり、シーズン前半はタイトルに手が届かずに終わる。
その後はコパ・リベルタドーレスに照準を合わせ、8月17日に準々決勝でここ10年来で最強と謳われていたダニエウ・アウヴェスを擁するサンパウロFCをセカンドレグの結果で破り、続く9月28日にはこのシーズンのセリエAでタイトルを獲得したフッキやジエゴ・コスタを擁する、さらに強敵のアトレチコ・ミネイロもセカンドレグの結果により辛くも破り、2シーズン連続、一年間に2度目のコパ・リベルタドーレスの決勝戦に駒を進める。11月27日、ウルグアイの首都、モンテビデオにあるエスタディオ・センテナリオで、一戦のみの一発勝負で行われたブラジル最強との呼び声の高いフラメンゴとの決勝戦は延長戦にまでもつれ込んだが、交代出場したデイヴェルソンが決勝点を挙げ、この大会では三度目となる一年間に二度となる二シーズン連続優勝を果たす。コパ・リベルタドーレスで二連覇を果たしたのは2000年シーズンと2001年シーズンを制したボカ・ジュニアーズ以来、20年ぶりのことであった。
年が明けて男子トップチームは、昨シーズンの歴代の南米代表クラブとしては最下位の4位という結果の雪辱を晴らすために、2022年2月3日から12日までアラブ首長国連邦のアブダビで開催された FIFAクラブワールドカップ2021に臨む。デビュー戦となった準決勝はFIFAクラブワールドカップ2020の3位決定戦でPK戦の末、辛酸を嘗めたアル・アハリと対戦して 2-0 で屠り決勝へと順当に駒を進めるも、現地時間の2月12日に行われた欧州の覇者、チェルシーFCとの決勝戦において接戦の末の延長戦でのペナルティエリア内でのハンドによるPKにより世界タイトルに届かずに終わる。
その他、2021年シーズンは女子プロチーム（通称パレストリーナス）の大幅な強化を行い、ブラジレイロン女子において準優勝を果たしたほか、育成年代の各カテゴリーの活躍も著しく、12月22日にパウリスタンU-20を5連覇により、5シーズンで男子プロ、女子プロ、育成年代の合計で100のタイトルを獲得するという記録を打ち立てて2021年シーズンを終えた。

## 日本との関係

### 第二次世界大戦時の日系人への対応
第2次世界大戦の最中の1940年代、連合国側に立っていたブラジルでは、イタリア語や日本語の使用が禁止されるなど、日本人、イタリア人、ドイツ人と、それらの血を引く移民たちは厳しい立場に立たされていた。日系人の最大のコミュニティがあるサンパウロをはじめ、ブラジル全土の多くのクラブでも、日本人や日系人を排斥する動きが広がり、多くのコミュニティやクラブが消滅する中、イタリア系移民が創設したパルメイラス（この当時は、パレストラ・イタリアという名称）は、イタリアが日本と同じく枢軸国側に立っていた関係もあり、日本人、日系人の排斥を行わず、積極的に受け入れ彼らを保護した。そのような経緯があり、現在でも日系人の多くがパルメイラスを支持している。

### トップチームの日本への訪問
パルメイラスは1967年に、初めてアジアの国を訪れ、最初に日本を訪れたブラジルのクラブとなった。その際、日本のメキシコオリンピックへの参加の準備に貢献し、6月18日に東京のオリンピックスタジアムでオリンピック日本代表チームと対戦、パルメイラスはダリウとヒナウドのゴールにより、第1戦を2-0で勝利した。日本がオリンピックでサッカーのメダルを獲得したのは、1968年のオリンピックでメキシコを2-0で破ったときだけである。
その後、パルメイラスのトップチームは、1986年、1994年、1999年と日本へ3回の遠征を行っており、山形、東京、横浜、静岡、名古屋、京都、神戸、福岡のの8都市にて、ヤンマーディーゼルサッカー部、ジュビロ磐田、鹿島アントラーズ、横浜フリューゲルス、名古屋グランパスエイトの5つの日本のクラブと対戦している。

### コパ・アメリカ2019における日本代表との関係
日本代表はモルンビーで行われた、コパ・アメリカ2019の初戦、チリ代表チームとの対戦に向けて、2019年6月14日にパルメイラスの練習施設であるアカデミア・デ・フッチボウでトレーニングを行った。ルイス・フェリペ・スコラーリ監督は、日本代表の森保一監督とシャツを交換したほか、日本代表の全員に、クラブに関する書籍とヴェルダオンの公式シャツがプレゼントされた。クラブの歴史上、アジア大陸のチームがパルメイラスのトレーニングセンターで活動を行ったのは初めてのことであった。

### 在サンパウロ日本国総領事の訪問
2020年7月20日、在サンパウロ日本国総領事の野口泰は、パルメイラスのマウリシオ・ガリオッチ会長からパレストラ・イタリアのソーシャル本部で歓迎を受けた。総領事はこの訪問に際してアカデミア・デ・フッチボウの庭園に、両国民の尊敬と友情の絆を象徴する桜の木を植えた。

### Emiko Takatatsu
Emiko Takatatsuは、1960年代にパルメイラスの選手としてその軌跡を歩み始め、500以上のメダルを獲得して、傑出した同国の日系人の卓球選手としてパイオニアとなった。

### 奥寺康彦
古河電工サッカー部の主力選手・奥寺康彦は高卒で同加入から6年経過し24歳の誕生日迎える頃ブラジル留学、同社の工場がサンパウロ州に在る関係での縁となった。1976年シーズンがモントリオール・オリンピック予選の関係でリーグが8月スタートとなったこともあり、1月から3月までトレーニングに参加した。本場での厳しさ、激しさを肌で感じて帰国すると、一回り成長した姿を見せた。もともと俊足で、体は強く柔軟、さらに技術的面では左足の強く正確なキックという武器を持っており、世界でも自分が通用する部分を確認できたことは大きかった。

### 三浦知良
1986年にパルメイラスがキリンカップサッカーに出場することなり、当時、ブラジルに渡りサントスFCに在籍していた三浦知良が、出場の機会を得るため特別契約によりパルメイラスに所属。三浦は、ブラジルの日本人プロサッカー選手として初めて日本のピッチに立った選手として3試合に出場。ヴェルダー・ブレーメン戦では、奥寺と対戦するなどして注目を浴びた。ブラジルに戻った三浦はサントスFCに戻っていったが、在籍期間は短かったものの、パルメイラスのファンの間に日本人選手の三浦の名前は現在でも深く刻まれている。

### 小山ウーゴ
現在、パルメイラスに所属している小山ウーゴは卓球選手として、1992年のバルセロナオリンピックから2012年のロンドンオリンピックまで、6回のオリンピックの他、1987年のインディアナポリス大会から2011年のグアダラハラ大会まで、7回のパンアメリカン競技大会に出場した。パンアメリカン競技大会においては、ブラジルで最多のメダルを獲得した選手の一人であり、金メダル10個、銀メダル1個、銅メダル4個を含む15個のメダルを獲得。現在は、同国女子卓球チームのコーチを務めている。

## タイトル

### 国内タイトル

#### 現在も開催されている大会
- カンピオナート・ブラジレイロ・セリエA : 12回

（タッサ・ブラジル（Taça Brasil）、トルネイオ・ホベルト・ゴメス・ペドローザを含む）　         
- - 1960, 1967, 1967, 1969, 1972, 1973, 1993, 1994, 2016, 2018, 2022, 2023

- カンピオナート・ブラジレイロ・セリエB : 2回
  - 2003, 2013

- コパ・ド・ブラジル : 4回　   
  - 1998, 2012, 2015, 2020

- スーペルコパ・ド・ブラジル : 1回
  - 2023

- カンピオナート・パウリスタ : 26回
  - 1920, 1926, 1927, 1932, 1933, 1934, 1936, 1940, 1942, 1944, 1947, 1950, 1959, 1963, 1966,
1972, 1974, 1976, 1993, 1994, 1996, 2008, 2020, 2022, 2023, 2024

#### かつて開催されていた大会
- カンピオン・シダージ・デ・サンパウロ（サンパウロ市の選手権）: 4回[32]
  - 1945, 1946, 1950, 1951

- トルネイオ・リオ＝サンパウロ: 5回
  - 1933, 1951, 1965, 1993, 2000

- コパ・ドス・カンピオンイス（チャンピオンズカップ） : 1回
  - 2000

### 国際タイトル

#### 現在も開催されている大会
- コパ・リベルタドーレス : 3回
  - 1999, 2020, 2021

- レコパ・スダメリカーナ : 1回
  - 2022

#### かつて開催されていた大会
- コパ・リオ（インテルナシオナル）（世界初のクラブ世界選手権）: 1回
  - 1951

- コパ・メルコスール : 1回
  - 1998

## 今世紀における主な大会の成績
| 優勝 | 準優勝 | 3位 | ベスト4 | セリエAに昇格 | セリエBに降格 |
| シーズン | カンピオナート・パウリスタ         | カンピオナート・ブラジレイロ | コパ・ド・ブラジル | コパ・リベルタドーレス | コパ・スダメリカーナ | クラブワールドカップ | その他                                                          |
| -------- | ---------------------------------- | ---------------------------- | ------------------ | ---------------------- | -------------------- | -------------------- | --------------------------------------------------------------- |
| 2001     | 7位                                | セリエA 12位                 | -                  | ベスト4                | 未開催               | -                    |                                                                 |
| 2002     | スーペルカンピオナート・パウリスタ | セリエA 24位                 | 初戦敗退           | -                      | -                    | -                    |                                                                 |
| 2003     | ベスト4                            | セリエB 優勝                 | ベスト16           | -                      | 予選敗退             | -                    |                                                                 |
| 2004     | ベスト4                            | セリエA 4位                  | ベスト8            | -                      | -                    | -                    |                                                                 |
| 2005     | 9位                                | セリエA 4位                  | -                  | ベスト16               | -                    | -                    |                                                                 |
| 2006     | 3位                                | セリエA 16位                 | -                  | ベスト16               | -                    | -                    |                                                                 |
| 2007     | 5位                                | セリエA 7位                  | 2回戦敗退          | -                      | -                    | -                    |                                                                 |
| 2008     | 優勝                               | セリエA 4位                  | ベスト16           | -                      | ベスト8              | -                    |                                                                 |
| 2009     | 3位                                | セリエA 5位                  | -                  | ベスト8                | -                    | -                    |                                                                 |
| 2010     | 11位                               | セリエA 10位                 | ベスト8            | -                      | ベスト4              | -                    |                                                                 |
| 2011     | 3位                                | セリエA 11位                 | ベスト8            | -                      | 第2フェーズ敗退      | -                    |                                                                 |
| 2012     | 5位                                | セリエA 18位                 | 優勝               | -                      | ベスト16             | -                    |                                                                 |
| 2013     | 6位                                | セリエB 優勝                 | ベスト16           | ベスト16               | -                    | -                    |                                                                 |
| 2014     | 3位                                | セリエA 16位                 | ベスト16           | -                      | -                    | -                    |                                                                 |
| 2015     | 準優勝                             | セリエA 9位                  | 優勝               | -                      | -                    | -                    |                                                                 |
| 2016     | 4位                                | セリエA 優勝                 | ベスト8            | 2次リーグ敗退          | -                    | -                    |                                                                 |
| 2017     | 3位                                | セリエA 準優勝               | ベスト8            | ベスト16               | -                    | -                    |                                                                 |
| 2018     | 準優勝                             | セリエA 優勝                 | ベスト4            | ベスト4                | -                    | -                    |                                                                 |
| 2019     | 3位                                | セリエA 3位                  | ベスト8            | ベスト8                | -                    | -                    |                                                                 |
| 2020     | 優勝                               | セリエA 7位                  | 優勝               | 優勝                   | -                    | 4位                  | フロリダカップ 優勝                                             |
| 2021     | 準優勝                             | 3位                          | ベスト16           | 優勝                   | -                    | 準優勝               | スーペルコパ・ド・ブラジル 準優勝 レコパ・スダメリカーナ 準優勝 |
| 2022     | 優勝                               | 優勝                         | ベスト16           | ベスト4                | -                    | -                    | 優勝 レコパ・スダメリカーナ                                     |

## カンピオナート・ブラジレイロにおける近年の詳細な成績
| セリエA 優勝 | セリエA 準優勝 | セリエA 3位 | セリエAに昇格 | セリエBに降格 |

| シーズン | リーグ  | 順位   | 勝点 | 試合数 | 勝 | 分 | 敗 | 得点 | 失点 | 得失点差 |
| -------- | ------- | ------ | ---- | ------ | -- | -- | -- | ---- | ---- | -------- |
| 2011     | セリエA | 11位   | 50   | 38     | 11 | 17 | 10 | 43   | 39   | 4        |
| 2012     | セリエA | 18位   | 34   | 38     | 9  | 7  | 22 | 39   | 54   | -15      |
| 2013     | セリエB | 優勝   | 79   | 38     | 24 | 7  | 7  | 71   | 28   | 43       |
| 2014     | セリエA | 16位   | 53   | 38     | 11 | 7  | 20 | 34   | 59   | -25      |
| 2015     | セリエA | 9位    | 53   | 38     | 15 | 8  | 15 | 60   | 51   | 9        |
| 2016     | セリエA | 優勝   | 80   | 38     | 24 | 8  | 6  | 62   | 32   | 30       |
| 2017     | セリエA | 準優勝 | 63   | 38     | 19 | 6  | 13 | 61   | 45   | 16       |
| 2018     | セリエA | 優勝   | 80   | 38     | 23 | 11 | 4  | 64   | 26   | 38       |
| 2019     | セリエA | 3位    | 74   | 38     | 21 | 11 | 6  | 61   | 32   | 29       |
| 2020     | セリエA | 7位    | 58   | 38     | 15 | 13 | 10 | 51   | 37   | 14       |
| 2021     | セリエA | 3位    | 66   | 38     | 20 | 6  | 12 | 58   | 43   | 15       |

## 現所属メンバー
2025年現在
注：選手の国籍表記はFIFAの定めた代表資格ルールに基づく。
| No. | Pos. |              | 選手名                 |
| --- | ---- | ------------ | ---------------------- |
| 2   | DF   | ブラジル     | マルコス・ホーシャ     |
| 3   | DF   | ブラジル     | ブルーノ・フッシシュ   |
| 4   | DF   | アルゼンチン | アグスティン・ギアイ   |
| 5   | MF   | アルゼンチン | アニバル・モレノ       |
| 6   | DF   | ブラジル     | ヴァンデルラン         |
| 7   | FW   | ブラジル     | フェリペ・アンデルソン |
| 9   | FW   | ブラジル     | ヴィトール・ホッキ     |
| 10  | FW   | ブラジル     | パウリーニョ           |
| 11  | FW   | ブラジル     | ブルーノ・ロドリゲス   |
| 12  | DF   | ブラジル     | マイキ                 |
| 13  | DF   | ブラジル     | ミカエル               |
| 14  | GK   | ブラジル     | マルセロ・ロンバ       |
| 15  | DF   | パラグアイ   | グスタボ・ゴメス       |
| 17  | FW   | ウルグアイ   | ファクンド・トーレス   |

| No. | Pos. |              | 選手名                       |
| --- | ---- | ------------ | ---------------------------- |
| 18  | MF   | ブラジル     | マウリシオ                   |
| 19  | FW   | パラグアイ   | ラモン・ソーサ               |
| 21  | GK   | ブラジル     | ウェーヴェルトン             |
| 22  | DF   | ウルグアイ   | ホアキン・ピケレス           |
| 23  | MF   | ブラジル     | ハファエウ・ベイガ           |
| 26  | DF   | ブラジル     | ムリロ                       |
| 30  | MF   | ブラジル     | ルーカス・エヴァンジェリスタ |
| 31  | FW   | ブラジル     | ルイージ                     |
| 32  | MF   | ウルグアイ   | エミリアーノ・マルティネス   |
| 38  | MF   | ブラジル     | フィグエイレド               |
| 39  | FW   | ブラジル     | タリス                       |
| 40  | FW   | ブラジル     | アラン                       |
| 42  | FW   | アルゼンチン | ホセ・マヌエル・ロペス       |
| 43  | DF   | ブラジル     | ルイス・ベネデッティ         |

監督
- アベル・フェレイラ

### ローン移籍
in
注：選手の国籍表記はFIFAの定めた代表資格ルールに基づく。
| No. | Pos. |          | 選手名                                      |
| --- | ---- | -------- | ------------------------------------------- |
| --  | DF   | ブラジル | ブルーノ・フッシシュ (アトレチコ・ミネイロ) |

out
注：選手の国籍表記はFIFAの定めた代表資格ルールに基づく。
| No. | Pos. |          | 選手名                                    |
| --- | ---- | -------- | ----------------------------------------- |
| --  | DF   | ブラジル | カイオ・パウリスタ (アトレチコ・ミネイロ) |
| --  | DF   | ブラジル | ナヴェス (FCアルヴェルカ)                 |
| --  | MF   | ブラジル | ロムロ (セアラーSC)                       |
| --  | DF   | ブラジル | ミシェウ (モレイレンセFC)                 |

| No. | Pos. |          | 選手名                                      |
| --- | ---- | -------- | ------------------------------------------- |
| --  | GK   | ブラジル | カイケ・ペレイラ (CDナシオナル)             |
| --  | FW   | ブラジル | ヴィチーニョ (グレミオ・ノヴォリゾンチーノ) |
| --  | GK   | ブラジル | マテウス (FCアルヴェルカ)                   |